# Тројна тачка
Тројну тачку неке супстанце одређују температура и притисак на којој се она налази у термодинамичкој равнотежи сва три агрегатна стања (гас, течност, и чврсто стање). На пример, тројна тачка живе је на -38.8344 °C, и при притиску од 0.2 mPa. Тројна тачка воде је при притиску од 611,657 ± 0,010 Pa и на 0,01 °C. Јединица Међународног система јединица келвин се дефинише преко тројне тачке воде. Тројна тачка воде се реализује у специјалним стакленим судовима спољашњег пречника од 4 до 7 цм који имају аксијално постављену шупљину отворену одозго за смештај термометра.
Поред тројне тачке за чврсту, течну и гасовиту фазу, трострука тачка може укључивати више од једне чврсте фазе, за супстанце са више полиморфа. Хелијум-4 је посебан случај који представља троструку тачку која укључује две различите течне фазе (ламбда тачка).
Тројна тачка воде је коришћена за дефинисање келвина, основне јединице термодинамичке температуре у Међународном систему јединица (СИ). Вредност тројне тачке воде је била фиксна по дефиницији, а не мерена, али то се променило са редефинисањем основних јединица СИ 2019. Тројне тачке неколико супстанци се користе за дефинисање тачака на међународној температурној скали ITS-90, у распону од тројне тачке водоника (13,8033 ) до тројне тачке воде (273,16 , 0,01 °C или 32,018 °F) .
Термин „трострука тачка“ сковао је 1873. Џејмс Томсон, брат Лорда Келвина.

## Тројна тачка воде

### Тројна тачка гас–течност–чврсто
Јединствена комбинација притиска и температуре на којој течна вода, чврсти лед и водена пара могу коегзистирати у стабилној равнотежи јавља се на тачно 2.731.600 K (2.731.300 °C; 4.916.400 °F) и парцијалном притиску паре од 611.657 Pa (6.116,57 mbar; 6,03659 atm). У том тренутку, могуће је променити сву супстанцу у лед, воду или пару тако што ће направити произвољно мале промене притиска и температуре. Чак и ако је укупан притисак система знатно изнад тројне тачке воде, под условом да је парцијални притисак водене паре 611,657 паскала, онда се систем и даље може довести до троструке тачке воде. Строго говорећи, површине које раздвајају различите фазе такође треба да буду савршено равне, да негирају ефекте површинског напона.
Тројна тачка гас-течност-чврсто стање воде одговара минималном притиску при којем може постојати вода у течном стању. При притисцима испод троструке тачке (као у свемиру), чврсти лед када се загреје на константном притиску претвара се директно у водену пару у процесу познатом као сублимација. Изнад троструке тачке, чврсти лед када се загрева на константном притиску прво се топи да би се формирала течна вода, а затим испарава или кључа да би се формирала пара на вишој температури.
За већину супстанци трострука тачка гас–течност–чврста материја је такође минимална температура на којој течност може да постоји. За воду, међутим, то није тачно јер се тачка топљења обичног леда смањује као функција притиска, као што је приказано испрекиданом зеленом линијом на фазном дијаграму. На температурама мало испод троструке тачке, компресија на константној температури претвара водену пару прво у чврсту материју, а затим у течност (водени лед има мању густину од течне воде, тако да повећање притиска доводи до утечњавања).
Притисак тројне тачке воде коришћен је током мисије Маринер 9 на Марс као референтна тачка за дефинисање „нивоа мора“. Новије мисије користе ласерску алтиметрију и мерења гравитације уместо притиска за дефинисање надморске висине на Марсу.

### Фазе високог притиска
При високим притисцима вода има сложен фазни дијаграм са 15 познатих фаза леда и неколико тројних тачака, укључујући 10 чије су координате приказане на дијаграму. На пример, трострука тачка на 251  (−22 °C) и 210  (2070 ) одговара условима коегзистенције леда  (обични лед), леда  и течне воде, све у равнотежи. Такође постоје тројне тачке за коегзистенцију три чврсте фазе, на пример лед II, лед V и лед VI на 218  (−55 °C) и 620  (6120 ).
За оне облике леда под високим притиском који могу постојати у равнотежи са течношћу, дијаграм показује да се тачке топљења повећавају са притиском. На температурама изнад 273  (0 °C), повећање притиска на воденој пари резултира прво течном водом, а затим видом обликом под високим притиском. У опсегу 251–273 K, прво се формира лед I, затим течна вода, а затим лед III или лед V, а затим други још гушћи високо-притисни облици.
| Фазе у стабилној равнотежи      | Притисак | Температура      |
| ------------------------------- | -------- | ---------------- |
| течна вода, лед , и водена пара | 611,657  | 273,16 (0,01 °C) |
| течна вода, лед , и лед         | 209,9    | 251 (−22 °C)     |
| течна вода, лед , и лед         | 350,1    | −17,0 °C         |
| течна вода, лед , и лед         | 632,4    | 0,16 °C          |
| лед , лед , и лед               | 213      | −35 °C           |
| лед , лед , и лед               | 344      | −24 °C           |
| лед , лед , и лед               | 626      | −70 °C           |

## Табела тројних тачака
Ова табела наводи тројне тачке гас–течност–чврсто тело неколико супстанци. Осим ако је другачије назначено, подаци потичу од Националног бироа за стандарде САД (сада NIST, Национални институт за стандарде и технологију).
| Супстанца                |                          |                                   |
| ------------------------ | ------------------------ | --------------------------------- |
| Ацетилен                 | 192,4 K (−80,7 °C)       | 120 kPa (1,2 atm)                 |
| Амонијак                 | 195,40 K (−77,75 °C)     | 6,060 kPa (0,05981 atm)           |
| Аргон                    | 83,8058 K (−189,3442 °C) | 68,9 kPa (0,680 atm)              |
| Арсеник                  | 1.090 K (820 °C)         | 3.628 kPa (35,81 atm)             |
| Бутан                    | 134,6 K (−138,6 °C)      | 7×10−4 kPa (6,9×10−6 atm)         |
| Угљеник (графит)         | 4.765 K (4.492 °C)       | 10.132 kPa (100,00 atm)           |
| Угљен диоксид            | 216,55 K (−56,60 °C)     | 517 kPa (5,10 atm)                |
| Угљен моноксид           | 68,10 K (−205,05 °C)     | 15,37 kPa (0,1517 atm)            |
| Хлороформ                | 175,43 K (−97,72 °C)     | 0,870 kPa (0,00859 atm)           |
| Деутеријум               | 18,63 K (−254,52 °C)     | 17,1 kPa (0,169 atm)              |
| Етан                     | 89,89 K (−183,26 °C)     | 1,1×10−3 kPa (1,1×10−5 atm)       |
| Етанол                   | 150 K (−123 °C)          | 4,3×10−7 kPa (4,2×10−9 atm)       |
| Етилен                   | 104,0 K (−169,2 °C)      | 0,12 kPa (0,0012 atm)             |
| Мравља киселина          | 281,40 K (8,25 °C)       | 2,2 kPa (0,022 atm)               |
| Хелијум-4 (ламбда тачка) | 2,1768 K (−270,9732 °C)  | 5,048 kPa (0,04982 atm)           |
| Хелијум-4 ()             | 1,463 K (−271,687 °C)    | 26,036 kPa (0,25696 atm)          |
| Хелијум-4 ()             | 1,762 K (−271,388 °C)    | 29,725 kPa (0,29336 atm)          |
| Хелијум-4 ()             | 1,772 K (−271,378 °C)    | 30,016 kPa (0,29623 atm)          |
| Хексафлуороетан          | 173,08 K (−100,07 °C)    | 26,60 kPa (0,2625 atm)            |
| Водоник                  | 13,8033 K (−259,3467 °C) | 7,04 kPa (0,0695 atm)             |
| Хлороводоник             | 158,96 K (−114,19 °C)    | 13,9 kPa (0,137 atm)              |
| Јод                      | 386,65 K (113,50 °C)     | 12,07 kPa (0,1191 atm)            |
| Изобутан                 | 113,55 K (−159,60 °C)    | 1,9481×10−5 kPa (1,9226×10−7 atm) |
| Криптон                  | 115,76 K (−157,39 °C)    | 74,12 kPa (0,7315 atm)            |
| Жива                     | 234,3156 K (−38,8344 °C) | 1,65×10−7 kPa (1,63×10−9 atm)     |
| Метан                    | 90,68 K (−182,47 °C)     | 11,7 kPa (0,115 atm)              |
| Неон                     | 24,5561 K (−248,5939 °C) | 43,332 kPa (0,42765 atm)          |
| Азот-моноксид            | 109,50 K (−163,65 °C)    | 21,92 kPa (0,2163 atm)            |
| Азот                     | 63,18 K (−209,97 °C)     | 12,6 kPa (0,124 atm)              |
| Азотсубоксид             | 182,34 K (−90,81 °C)     | 87,85 kPa (0,8670 atm)            |
| Кисеоник                 | 54,3584 K (−218,7916 °C) | 0,14625 kPa (0,0014434 atm)       |
| Паладијум                | 1.825 K (1.552 °C)       | 3,5×10−3 kPa (3,5×10−5 atm)       |
| Платина                  | 2.045 K (1.772 °C)       | 2×10−4 kPa (2,0×10−6 atm)         |
| Радон                    | 202 K (−71 °C)           | 70 kPa (0,69 atm)                 |
| (моно) Силан             | 88,48 K (−184,67 °C)     | 0,019644 kPa (0,00019387 atm)     |
| Сумпор диоксид           | 197,69 K (−75,46 °C)     | 1,67 kPa (0,0165 atm)             |
| Титанијум                | 1.941 K (1.668 °C)       | 5,3×10−3 kPa (5,2×10−5 atm)       |
| Уранијум хексафлуорид    | 337,17 K (64,02 °C)      | 151,7 kPa (1,497 atm)             |
| Вода                     | 273,16 K (0,01 °C)       | 0,611657 kPa (0,00603659 atm)     |
| Ксенон                   | 161,3 K (−111,8 °C)      | 81,5 kPa (0,804 atm)              |
| Цинк                     | 692,65 K (419,50 °C)     | 0,065 kPa (0,00064 atm)           |

Напомене:
- Поређења ради, типичан атмосферски притисак је 101,325 kPa (1 atm).
- Пре нове дефиниције СИ јединица, трострука тачка воде, 273,16 K, била је тачан број на два децимална места.